# Kafétien Gomis
Kafétien Gomis (* 23. března 1980, Saint-Quentin, Aisne) je francouzský atlet, jehož specializací je skok daleký.
V roce 2004 reprezentoval na letních olympijských hrách v Athénách, kde neprošel sítem kvalifikace. Na mistrovství Evropy v atletice 2006 ve švédském Göteborgu se umístil ve finále na pátém místě. O rok později skončil na halovém ME v Birminghamu čtvrtý. Těsně pod stupni vítězů, na čtvrté místě skončil také na halovém ME v Turíně v roce 2009. Na mistrovství světa v atletice 2009 v Berlíně a na halovém MS 2010 v katarském Dauhá neprošel kvalifikací. Na evropském šampionátu v Barceloně vybojoval stříbrnou medaili v novém osobním rekordu 824 cm a prohrál jen s Christianem Reifem z Německa.